# Ганс Кольбус
Ганс Кольбус (нім. Hans Kolbus; 5 жовтня 1919, Лене — ?) — німецький офіцер-підводник, оберлейтенант-цур-зее крігсмаріне.

## Біографія
1 жовтня 1938 року вступив на флот. Після завершення підготовки у вересні 1940 року відряджений в авіацію. В січні-червні 1941 року пройшов курс підводника. З 21 січня 1942 року — 1-й вахтовий офіцер на підводному човні U-409. З листопада 1942 по січень 1943 року пройшов курс командира човна. З 13 січня 1943 по 29 квітня 1944 року — командир U-421, на якому здійснив 2 походи (разом 107 днів у морі). В квітні 1944 року переданий в розпорядження 29-ї флотилії. З липня по 8 вересня 1944 року — командир U-596, на якому здійснив 1 похід (29 липня — 1 вересня), з 9 вересня — U-407. Того ж дня вийшов у свій останній похід. 19 вересня U-407 був потоплений в Середземному морі південніше острова Мілос (36°27′ пн. ш. 24°33′ сх. д.) глибинними бомбами британських есмінців «Трубрідж», «Тепсікор» та польського есмінця «Галанд». 5 членів екіпажу загинули, 48 (включаючи Кольбуса) були врятовані і взяті в полон.

## Звання
- Кандидат в офіцери (1 жовтня 1938)
- Морський кадет (1 липня 1939)
- Фенріх-цур-зее (1 грудня 1939)
- Оберфенріх-цур-зее (1 серпня 1940)
- Лейтенант-цур-зее (1 квітня 1941)
- Оберлейтенант-цур-зее (1 квітня 1943)

## Нагороди
- Нагрудний знак підводника[2]